# جزيرة لاباك
جزيرة لاباك وهي جزيرة من جزر إندونيسيا، وتقع في إقليم جاوة الشرقية.